# Шчепанович, Славко
Сла́вко Шчепа́нович (серб. Славко Шћепановић / Slavko Šćepanović; род. 23 июля 1940, Раставица, Королевство Югославия) — сербский и черногорский художник.

## Биография
Славко Шчепанович родился 23 июля 1940 года в селе Раставица, Косово, Королевство Югославия.
Окончил Школу изобразительного искусства в г. Печ и в 1964 г. — Академию прикладных искусств в Белграде по классу профессора Райко Николича (1926—1991). Проживает в Черногории.
Большинство работ Шчепановича выполнены маслом в абстрактном стиле, в центре его внимания — человек. Однако работает он и в академической манере, а также как иллюстратор.

«Галлюциногенные страхи, таинственную реальность в мире воображаемых фантазий мы видим в живописи Бошко Одаловича и в надреальных сюрреалистических представлениях космической энергии Славко Шчепановича».
— Л. Зекович «Черногорская живопись в зеркале сюрреализма»
Участник персональных и групповых выставок в Сербии, Черногории, Германии, Дании, Италии, Норвегии, Франции и др. Работы художника находятся в частных коллекциях и музеях, в том числе в России и в посольстве РФ в Сербии.
Ведёт педагогическую деятельность/ Как педагог (вместе с Милой Райкович) оказал значительное влияние на своего ученика — известного сербского художника и скульптора Драго Джокича (серб. Drago Đokić).

### Некоторые персональные выставки
- 1973 — Никшич
- 1973 — Велимлье (Velimlje)
- 1973 — Феррара (Италия), выставка копий икон
- 1974 — Титоград
- 1977 — Цетине
- 1977 — Титоград
- 1980 — Титоград
- 1983 — Париж (Франция)
- 2012 — Белград[3]

### Участие в коллективных выставках
- 1975 — «Современное югославское искусство», Сараево
- 1976 — «Современное черногорское изобразительное искусство», Тиват, Херцег-Нови, Будва, Никшич, Бар
- 1977 — «Дни черногорской культуры», Приштина, Скопье
- 1977 — Копенгаген (Дания), Скиве, Осло (Норвегия)
- 1980 — Норвегия
- 1980 — Штутгарт, Гамбург, Мангейм (Германия)
- 2015 — «Печ — сербская колыбель», Печ (Косово)[4]